# Semichinone
Semichinone è un radicale libero risultante dalla rimozione di un atomo di idrogeno e il suo elettrone durante il processo di deidrogenazione di un idrochinone a chinone o alternativamente l'addizione di un singolo atomo di idrogeno a un chinone.